# Kalashnikov Concern
JSC Kalashnikov Concern (Izhevsk Machine-Building Plant até 2013, em russo:  Ижевский Mашиностроительный Завод) ou IZHMASH (ИЖМАШ) em português, "Fábrica de Mecânica de Izhevsky", é uma empresa russa de armas e veículos a motor com base em Ijevsk, fundada em 1807, no decreto do czar Alexandre I, e hoje é uma das maiores empresas no setor. Ela fabrica a famosa série de fuzis de assalto Kalashnikov, juntamente com uma série de outras armas russas, incluindo canhões médios, mísseis e conchas guiadas. Izhmash também produz outros bens, como motos e carros. Em abril de 2012, a empresa foi declarada falida. Em novembro de 2012, uma proposta foi feita para fundir a Izhmash com a Izhevsk Mechanical Plant (Izhmekh) sob o novo nome de "Kalashnikov". A partir de 13 de agosto de 2013, Izhmash e Izhevsk Mechanical Plant foram fundidas e formalmente renomeadas como Kalashnikov Concern.
A Concern produz cerca de 95% de todas as armas pequenas na Rússia e abastece mais de 27 países ao redor do mundo. A Concern contém três marcas: "Kalashnikov" (armas de combate e civis)", "Baikal" (caça e armas civis) e "Izhmash" (rifles esportivos). A Concern está desenvolvendo novas linhas de negócios que incluem estações de armas remotas, veículos aéreos e barcos multifuncionais para fins especiais.
A partir de 2017, 51% das ações da Concern pertencem à Rostec, enquanto 49% da empresa pertence a investidores privados (Alexey Krivoruchko, Andrei Bokarev e Nikolaos i. Panagogiannopoulos).
A Concern contém três marcas de armas de fogo: "Kalashnikov" (armas de combate e civis)", "Baikal" (armas de caça e civis) e "Izhmash" (rifles esportivos). A preocupação é desenvolver novas linhas de negócios que incluam estações remotas de armas, veículos terrestres e aéreos não tripulados e embarcações multifuncionais para fins especiais.

## História

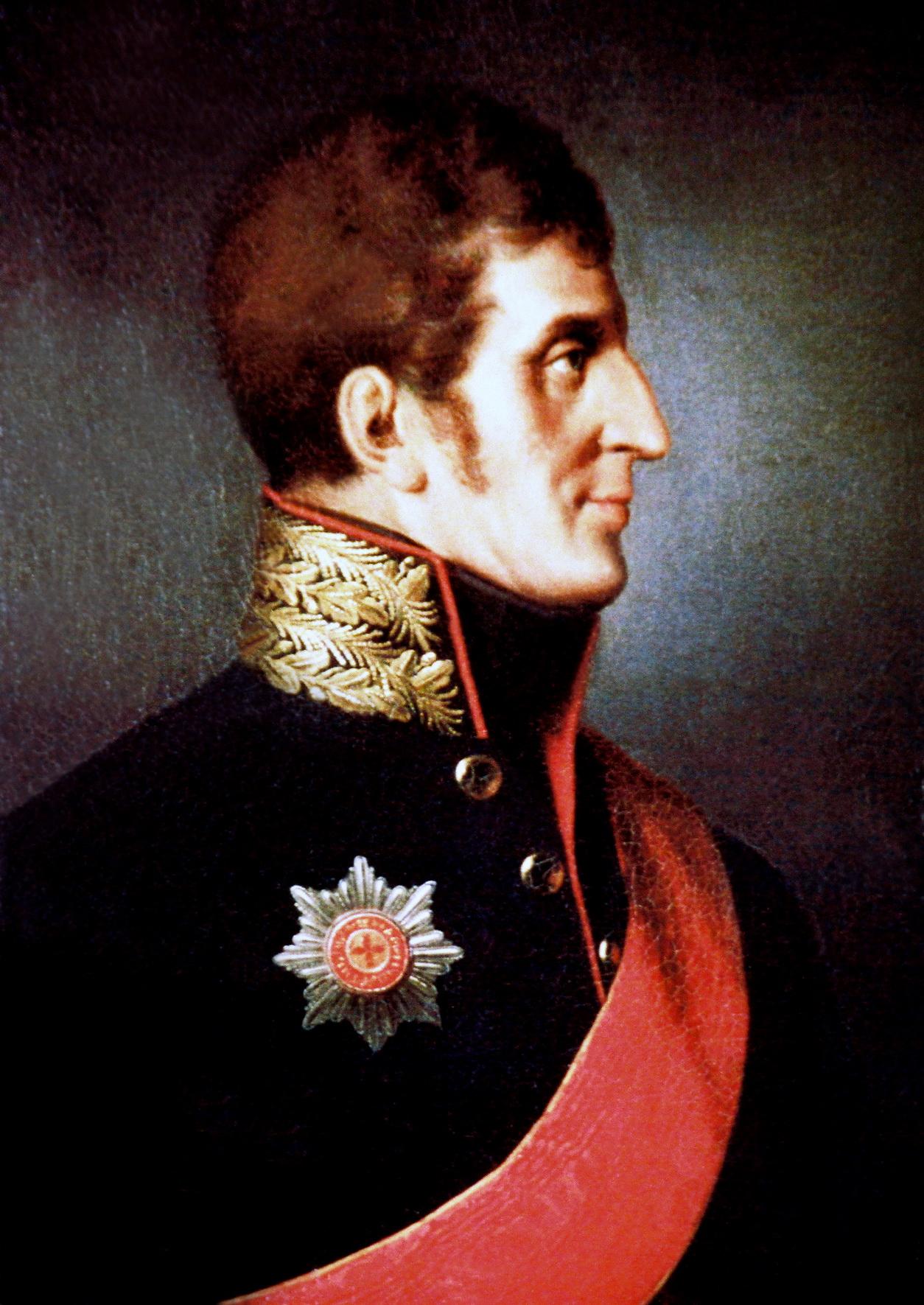
Andrey Deryabin, engenheiro-chefe de mineração da siderurgia Izhevsk, bem como chefe do arsenal da Izhevsk.

### Primeiros anos
A construção da fábrica de armas Izhevsk começou em 10 de junho de 1807 pela ordem do imperador russo Alexandre I e Andrey Deryabin, engenheiro-chefe de mineração da siderurgia da cidade, foi responsável pela construção e da operação. O arquiteto Semyon Emelianovich Dudin e Deryabin desenvolveram um plano geral de longo prazo de crescimento mais complexo do arsenal. O arsenal foi localizado na margem do rio Izh, principalmente devido à proximidade das obras de ferro, que resolveu imediatamente todos os problemas de fornecimento de matéria-prima. (De acordo com algumas fontes, o empreendimento foi chamado Fábrica Kama-Izhevsk Alexander).[carece de fontes?]
Agora, Deryabin é amplamente conhecido como fundador da cidade Izh, uma vez que a fábrica que gerencia a abertura do Arms Office tornou-se um grande impulso para todo o desenvolvimento da cidade. Deryabin empregava lavradores russos e udmurtianos que moravam na cidade. Naquela época, lavradores deveriam migrar para o arsenal e trabalhar lá. Os assentamentos distantes foram liberados dessas responsabilidades, mas tiveram que fornecer obras com vagões, cavalos e aproveitamento. Deryabin também contratou especialistas em arsenais estrangeiros para orientar artesãos russos.  Em 1807, o arsenal produzia 7 pistolas longas, 5 pares de pistolas e 6 espadas longas.

Dez plantas de pedra, várias construções de madeira e um prédio principal elevado foi erguido em 1811-1816.

### Meados do final de 1800
A partir da década de 1830, o arsenal começou a fabricar rifles curtos "Gartung", rifles "Phalis" de carregamento de culatra, e armas de embarque para a Frota do Báltico da Marinha Imperial Russa. Em 1835, o arsenal transferido produção de espadas e lanças de aço frio para Zlatoust, concentrando-se principalmente na produção de armas de fogo. Em 1844, o arsenal começou a atualizar os canhões atuais em mosquetes de percussão mais rápidos. O arsenal também começou a usar o mecanismo de caplock para seus produtos em 1845. Durante a Guerra da Crimeia, Izhevsk apoiou o Exército Imperial Russo com 130.000 rifles, com um terço deles com ranhuras. Em 1857, 50 anos após a criação do arsenal, mais de 670.000 armas de fogo, mais de 220.000 armas de fogo de percussão, mais de 58 mil rifles, bem como um número abundante de espadas e lanças foram produzidos.
As primeiras armas foram produzidas no outono de 1807. Foram os #15 carregadores de boca-lisa de 17.7 mm para soldados. A fábrica forneceu o Exército de Kutuzov com mais de 6 mil #15.
A arma russa de 17,7 mm de aço liso feita em 1808 foi produzida em massa para o equipamento de infantaria.
O empreendimento também produziu pistolas e peças de armas e armas de troféus remodeladas.
Depois de um tempo, a plant começou a produzir fuzis para ulano, guarda a cavalo além dos braços de infantaria.
Nos anos 1830-1840, os trabalharam na fabricação de fuzis curtos Gartung, arma de ombro com carga falsa e armas de embarque para a frota do Báltico, além de pistolas de infantaria e couraças.
Em 1844, a decisão de atualizar as atuais armas em mosquetes de percussão de disparo mais rápidos foi feita. A produção de armas de bloqueio de percussão começou em 1845.
Durante a Guerra da Crimeia, Izhevsk forneceu ao Exército 130 mil fuzis e um terço deles foi ranhurado.
As primeiras armas usadas pelo exército russo eram fuzis curtos Luttich para batalhões de infantaria feitos em 1843.

### Motocicletas e automóveis

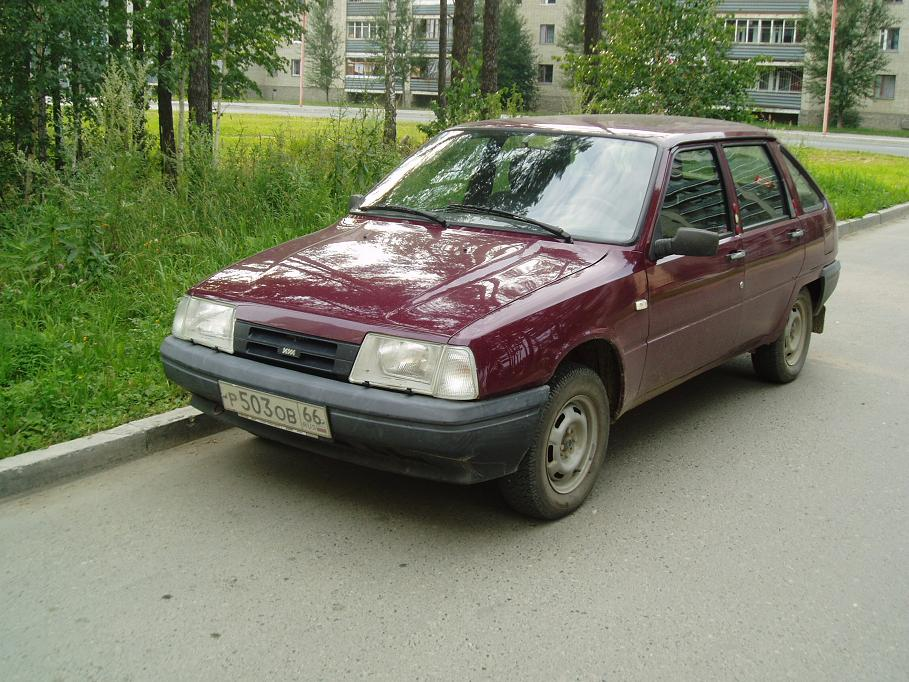
IZh-2126 Oda.

A primeira motocicleta IZH foi a 1928 IZh 1 de 1.200cc, desenhada pelo engenheiro russo Pyotr Vladimirovich Mokharov (1888–1934).
Os automóveis IZh foram cópias do Moskvitch modelos 412 e mais tarde do AZLK-2138 e 2140 antes do modelo IZh-2126 Oda. O Oda, embora muito parecido aos modelos da Moskvitch e da AZLK, tinha um design completamente diferente da configuração automotora.
Em 2018, a empresa lançou o hatch CV-1, um carro com design retrô inspirado na era soviética.  Atualmente, a IZh produz um modelo da Kia e dois modelos da Lada.

### Armas de Fogo
Os produtos da IZH são usados em diferentes variedades de países, desde países desenvolvidos, como Reino Unido, França e Alemanha até os países em desenvolvimento da Ásia, Africa e América Latina.

## Armamento

#### Armas de pequeno porte
- RPK, RPK-12

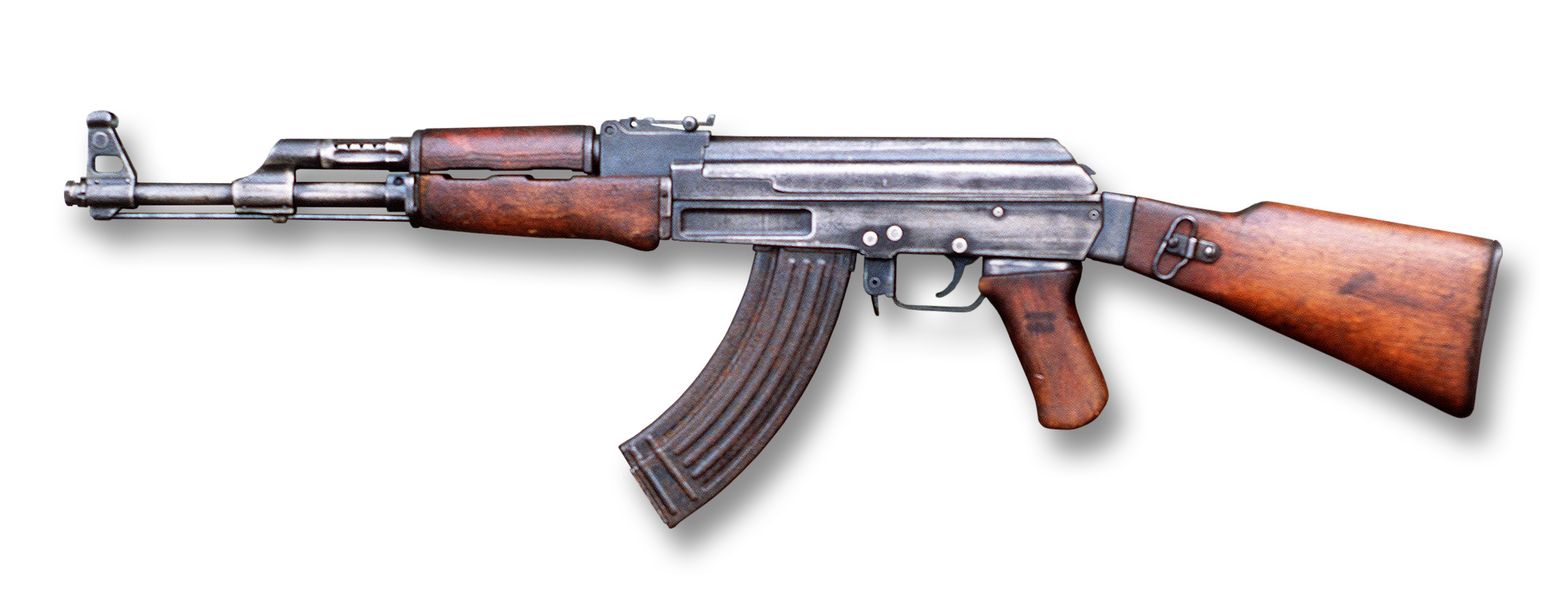
Uma AK-47 Tipo 2, a primeira variação da caixa-da-culatra usinada

- A série de fuzis de assalto AK-47, AKM, AK-74, AN-94, AK-101, AK-103, AK-107, AK-12
- Espingardas semiautomáticas Saiga-12, Saiga-20, Saiga-410
- Carabina auto-carregadora Saiga
- SKS
- Fuzil de precisão SV-98
- Fuzil de precisão SVD/SVDS
- Submetralhadora PP-19 Bizon
- Vityaz-SN 9×19mm Parabellum Submetralhadora
- Fuzil (Maioria produzida pela IZH) Mosin-Nagant
- Fuzil semiautomático Tokarev SVT-40
- Pistola semiautomática Pistolet Makarova/IJ-70
- Pistola semiautomática MP-446 Viking

#### Canhões e munição
- Canhão GSh-30-1
- Munição guiada "Krasnopol"

### Outros produtos
- Talheres
- IT-42 tornos de precisão
- Medidores de gás
- Estações de reparação de pequenas armas
- Produtos metalúrgicos (ferramentas, ferrugem, peças fundidas)